# Lathrolestes clypeatus
Lathrolestes clypeatus är en stekelart som först beskrevs av Zetterstedt 1838.  Lathrolestes clypeatus ingår i släktet Lathrolestes och familjen brokparasitsteklar. Arten är reproducerande i Sverige. Utöver nominatformen finns också underarten L. c. eriocraniae.